# Ҁ
Ҁ, ҁ は、初期キリル文字の一つで、現在は使用されていない。ギリシャ文字のϘをもとに作られ、90という数字をあらわしていたが、それはЧに取って代わられ、文字としての役割も、Ѯが果たすようになり、コッパは使われなくなった。

## 呼称
- ロシア語：
- 音訳名：コッパ

## 符号位置
| 名称 | 登録名称                      | 十進数表記 | 十六進数表記 | 八進数表記 | 二進数表記        |
| ---- | ----------------------------- | ---------- | ------------ | ---------- | ----------------- |
| Ҁ    | CYRILLIC CAPITAL LETTER KOPPA | 1152       | 0480         | 002200     | 00000100 10000000 |
| Ҁ    | CYRILLIC SMALL LETTER KOPPA   | 1153       | 0481         | 002201     | 00000100 10000001 |

## Ҁに関する諸事項
いつからコッパが使われなくなったのかは、定かではない。